# Luo Jianming
Luo Jianming   (Foshan, 6 de novembre de 1969) és un aixecador de peses xinès, ja retirat, que va competir durant les dècades de 1980 i 1990.
El 1992 va prendre part en els Jocs Olímpics d'Estiu de Barcelona, on va guanyar la medalla de bronze en la categoria del pes gall del programa d'halterofília.
En el seu palmarès també destaquen dues medalles de bronze al Campionat del món d'halterofília, el 1990 i 1991, així com una medalla de bronze als Jocs Asiàtics de 1990.